# Boujailles
Boujailles – miejscowość i gmina we Francji, w regionie Burgundia-Franche-Comté, w departamencie Doubs.
Według danych na rok 1990 gminę zamieszkiwały 354 osoby, a gęstość zaludnienia wynosiła 13 osób/km² (wśród 1786 gmin Franche-Comté Boujailles plasuje się na 411. miejscu pod względem liczby ludności, natomiast pod względem powierzchni na miejscu 50.).